# Natalia Wiśniewska
Natalia Wiśniewska (ur. 22 sierpnia 1986 w Gnieźnie) – polska hokeistka na trawie, wielokrotna reprezentantka kraju, napastniczka.
Karierę zaczynała w Sparcie Gniezno, następnie reprezentowała Pocztowiec Poznań (medalistka Mistrzostw Polski), Grossflottbeker Hamburg i holenderski Vughtse Mixed Hockey & Cricket Club MOP, mający siedzibę w mieście Vught.
Brązowa medalistka Halowych Mistrzostw Europy w 2012 roku rozegranych w Lipsku.

## Kariera reprezentacyjna

### Mistrzostwa Europy
- 2015: 8. miejsce[4]

### Halowe mistrzostwa świata/Puchar świata
- 2011: 5. miejsce[5]
- 2015: 5. miejsce[6]
- 2018: 8. miejsce[7]

### Halowe mistrzostwa Europy
- 2010: 6. miejsce[8]
- 2012: 3. miejsce[9]